# ديدريك بوياتا
ديدريك بوياتا قالب:Lang-mul (مواليد 28 نوفمبر 1990 في بروكسل - بلجيكا) لاعب كرة قدم بلجيكي يلعب حاليا لصالح نادي الدرجة الممتازة مانشستر سيتي الإنجليزي منذ 2006 في مركز قلب الدفاع .

## مسيرته الكروية
لعب ديدريك بوياتا خلال مسيرته الاحترافية مع 5 أندية في اثنا عشر موسمًا وسجل خلالها 17 هدفًا ضمن 150 مباراة. حيث فاز في موسمين بالكأس وفي خمسة مواسم بالدوري.
خاض ديدريك بوياتا مسيرته مع نادي مانشستر سيتي في موسم 2009–10 في المرة الأولى ولمدة موسمين ثم في موسم 2012–13 واستمر معه طيلة ثلاثة مواسم، مشاركًا طوالها في 13 مباراة ولم يسجل أي هدف. ثم انتقل إلى نادي بولتون واندررز في موسم 2011–12 لمدة موسم واحد، حيث شارك في 14 مباراة سجل خلالها هدفًا واحدًا. لينتقل بعدها إلى نادي سلتيك في موسم 2015–16 ليلعب معه أربعة مواسم، مشاركًا في 90 مباراة سجل خلالها 12 هدفًا. ثم انتقل إلى SG Gesundbrunnen Berlin ‏ في موسم 2019–20 لمدة موسم واحد، مشاركًا في 28 مباراة سجل خلالها 4 أهداف.

## روابط خارجية
- ديدريك بوياتا على موقع الاتحاد الدولي (مؤرشف)  (الإنجليزية)
- ديدريك بوياتا على موقع الاتحاد الأوربي (الإنجليزية)
- ديدريك بوياتا على موقع الاتحاد البلجيكي (الإنجليزية)
- ديدريك بوياتا على موقع إي إس بي إن إف سي (الإنجليزية)
- ديدريك بوياتا على موقع قاعدة بيانات كرة القدم.إي يو (الإنجليزية)
- ديدريك بوياتا على موقع ناشيونال فوتبول تيمز (الإنجليزية)
- ديدريك بوياتا على موقع Soccerbase.com (لاعب) (الإنجليزية)
- ديدريك بوياتا على موقع Soccerway.com (الإنجليزية)
- ديدريك بوياتا على موقع عالم كرة القدم.نت (الإنجليزية)
- ديدريك بوياتا على موقع كووورة